# 3823 Yorii
3823 Yorii è un asteroide della fascia principale. Scoperto nel 1988, presenta un'orbita caratterizzata da un semiasse maggiore pari a 3,0655485 au e da un'eccentricità di 0,2471298, inclinata di 5,50515° rispetto all'eclittica.
L'asteroide è dedicato all'omonima località giapponese.